# Connecticutskogssångare
Connecticutskogssångare (Oporornis agilis) är en nordamerikansk fågel i familjen skogssångare.

## Kännetecken

### Utseende
Connecticutskogssångaren är en rätt stor (13,5–15 cm) och trastlik skogssångare med kort stjärt, långa vingar och rätt lång näbb samt mycket långa undre stjärttäckare som nästan når stjärtspetsen. Den är lik sorgskogssångaren (Geothlypis philadelphia) med grått huvud, olivbrun ovansida och gulaktig undersida. Den är dock ljusare både ovan och under, med tydlig vit ögonring.

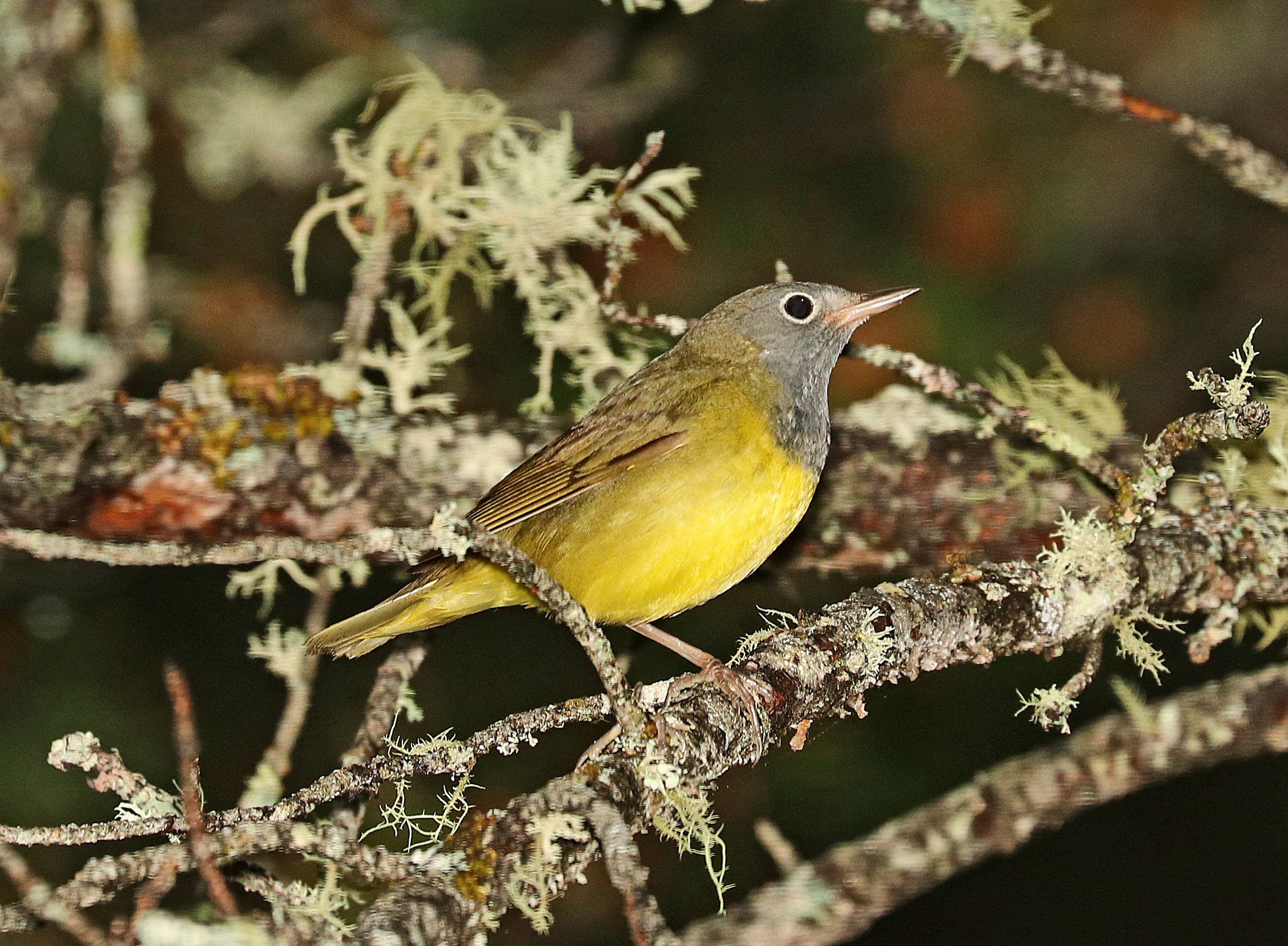

### Läte
Sången består av en serie med klara, tjirpande, fyrstaviga fraser som i engelsk litteratur återges som "tup-a-teepo tup-a-teepo tup-a-teepo-tup-a-teepo". Locklätet, som sällan hörs, är ett mjukt "pwik", medan flyktlätet beskrivs som grovt och elektriskt.

## Utbredning och systematik
Fågeln häckar i norra Nordamerika och övervintrar i Sydamerika öster om Anderna till Bolivia och Brasilien. Tillfälligt har den påträffats på Kuba och Jamaica samt i Ecuador och Amerikanska Jungfruöarna. 12 oktober 2019 gjordes första och hittills fyndet i Europa, på ön Flores i Azorerna. Den behandlas som monotypisk, det vill säga att den inte delas in i några underarter.

### Släktskap
Connecticutskogssångaren placeras i släktet Oporornis som tidigare även inkluderade arterna sorgskogssångare, gråhuvad skogssångare och kentuckyskogssångare. DNA-studier visar dock att dessa istället är en del av gulhakarna i Geothlypis och förs numera allmänt dit. Connecticutskogssångaren är därmed ensam art i släktet. Troligen är den systerart till den mycket fåtaliga och akut hotade grå skogssångaren (Leucopeza semperi) som endast förekommer på ön Saint Lucia i Västindien.

## Levnadssätt
Connecticutskogssångaren hittas i rätt öppen skogsmark med tät undervegetation, vid myrar och på torra åsar med inslag av gran och kanadalärk. Den lever ett tillbakadraget liv och kan vara svår att få syn på. Till skillnad från sorgskogssångaren (och alla andra nordamerikanska skogssångare utom rödkronad piplärksångare) rör den sig genom att gå snarare än hoppa fram på marken. Den livnär sig på små ryggradslösa djur, men även frukt, framför allt sommartid. Fågeln häckar i juni och juli, i undantagsfall in i augusti.

## Status och hot
Arten har ett stort utbredningsområde och en stor population, men tros minska i antal, dock inte tillräckligt kraftigt för att den ska betraktas som hotad. Internationella naturvårdsunionen IUCN kategoriserar därför arten som livskraftig (LC). Beståndet uppskattas till 1,8 miljoner vuxna individer.

## Namn
Connecticutskogssångaren är uppkallad efter delstaten Connecticut där typexemplaret insamlades. Den är dock endast genomflyttare där.